# Tendresse
Ne pas confondre avec la notion de tendreté.

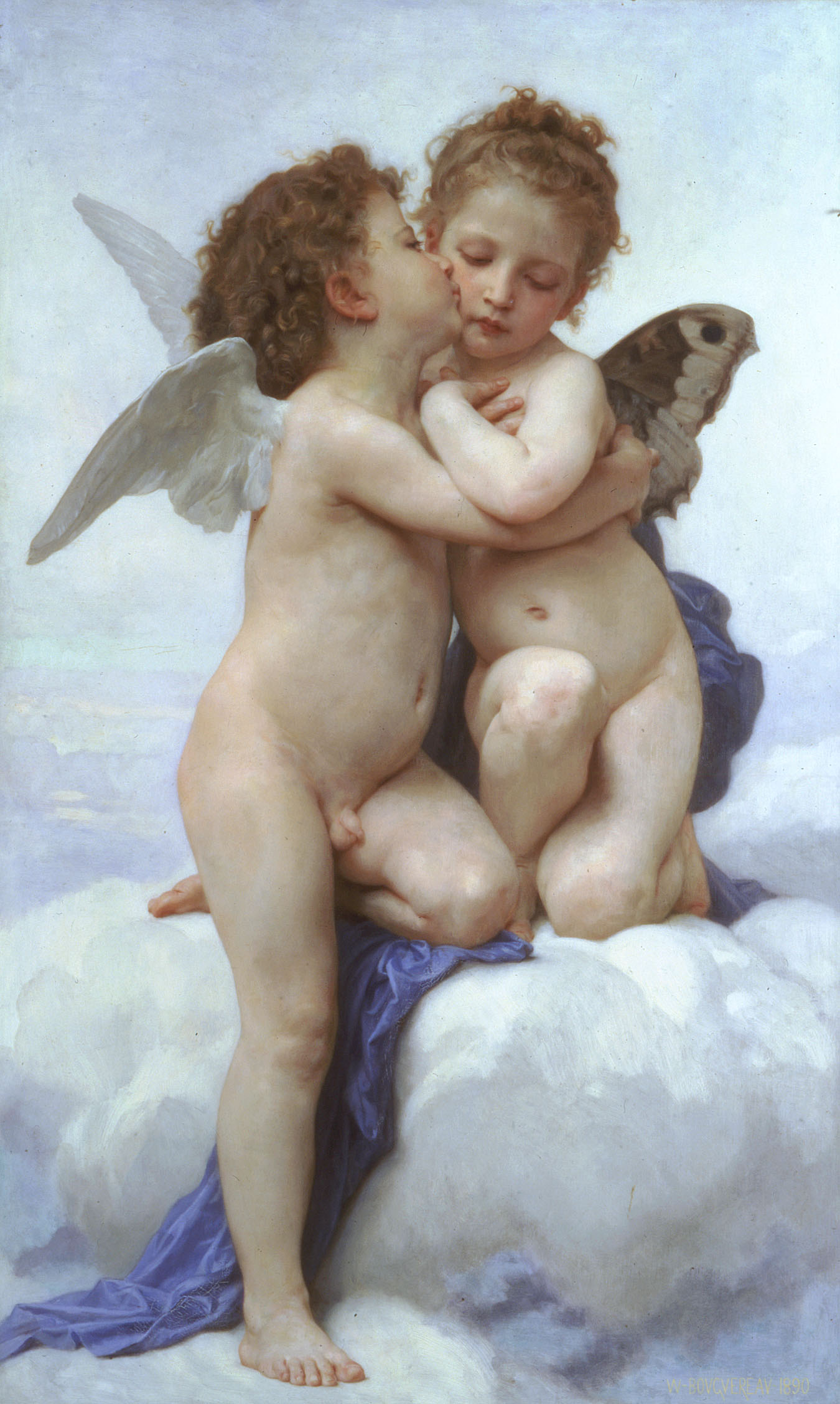
Un tendre baiser peint par Bouguereau

La tendresse est une forme d'affection, de sensibilité et de considération bienveillante à l'égard d'un autre sans qu'il existe d'élément de contrainte que la passion ou le désir pourrait susciter. Elle s'exprime dans les gestes, le toucher, la douceur, la délicatesse, l'attention portée aux besoins d'autrui, le regard, la voix, et constitue une forme de respect de l'autre. La tendresse permet de créer une relation d'affection, qui peut aller de la relation d'amitié à la relation amoureuse. Il est à noter qu'elle n'implique pourtant pas nécessairement de désir sensuel, attendu qu'elle peut être l'élément clé d'une relation familiale.

## Culture
En 1997, Gérald Pagès donne naissance au Festival Tendresses à Avignon. Durant plusieurs années, il réunit les plus grands professionnels pour évoquer toute l'importance de la Tendresse dans le cycle de la vie. Juliette Binoche en deviendra la marraine.
Comme alternative à une certaine interprétation du travail de Sigmund Freud, des psychiatres et des psychothérapeutes y proclament haut et fort le besoin urgent d’introduire davantage de tendresse dans les relations entre les gens, afin de sensibiliser le plus grand nombre sur l'importance de la qualité des relations humaines. Jacques Salomé a aussi apporté sa pierre à l'édifice avec des formations en communication relationnelle.
En même temps, la revue philosophique mensuelle Culture en mouvement annonce la publication d’un grand dossier portant le titre Tendresse dans la Civilisation.
Aujourd'hui, le Festival Tendresses est devenu les Journées Humanité & Conscience qui se déroulent chaque année la première fin de semaine de novembre au Palais des congrès de Perros-Guirec.

## Religion

### Christianisme
La pensée chrétienne promeut également un certain nombre de sentiments capables de permettre aux personnes de cultiver de bonnes relations avec leur entourage, comme la tendresse, souvent liée à l'enfance. Benoît XVI par exemple cite cette parole de Jésus : « Laissez les petits enfants venir à moi, ne les empêchez pas » (Mc 10, 14). Il ne s'agit pas là de conversion avec compréhension d'une idée ou d'un système d'idées ni même d'une décision mais d'un comportement qui serait inhérent à l'enfance. Le lien que Jésus attribue à sa propre relation avec les enfants fait écho à l'idée que l'évangile s'adresse aux simples d'esprit et semble moins accessible à ceux qui pensent de façon compliquée. Certaines traductions utilisent la circonlocution « objet de leur tendresse » pour désigner les enfants par rapport aux parents. La tendresse, quoique proche de l'amour, n'implique pas le don de soi et semble échapper au caractère contraignant de certaines paroles chrétiennes réalistes par exemple sur l'effort à fournir pour se réconcilier avec un ennemi.[réf. nécessaire]

### Bouddhisme
Chögyam Trungpa, dans son livre Shambhala, la voie sacrée du guerrier, a associé la tendresse au courage : « Le véritable courage est le produit de la tendresse. Il survient lorsque nous laissons le monde effleurer notre cœur, notre cœur si beau et si nu. Nous sommes disposés à nous ouvrir, sans résistance ni timidité, et à faire face au monde. Nous sommes disposés à partager de cœur avec les autres ».